# The Grinning Skull
The Grinning Skull est un film muet américain réalisé par George Nichols et sorti en 1916.

## Fiche technique
- Réalisation : George Nichols
- Scénario : William E. Wing, d'après son histoire
- Date de sortie : États-Unis : 28 février 1916

## Distribution
- Eugenie Besserer
- Lew Cody
- Fred Hearn
- Virginia Kirtley
- Richard Morris
- Leo Pierson
- Marion Warner